# Stepanavan
Stepanavan (in armeno Ստեփանավան?, fino al 1923 Jalaloghlu) è un comune dell'Armenia di 16 290 abitanti (2008) della provincia di Lori.